# فريد والتون
فِريد والتـون (بالإنجليزية: Fred Walton)‏ هو ممثل أمريكي (وحمل سابقاً جنسية المملكة المتحدة لبريطانيا العظمى وأيرلندا)، ولد في 26 يوليو 1865 ببرايتون في المملكة المتحدة، وتوفي في 28 ديسمبر 1936 بلندن في المملكة المتحدة.

## أعمال

### أفلام
- (1930) الخطيئة تأخذ عطلة
- (1934) الوكيل البريطاني
- (1934) حدث ذات ليلة

## وصلات خارجية
- فريد والتون على موقع IMDb (الإنجليزية)
- فريد والتون على موقع أول موفي (الإنجليزية)
- فريد والتون على موقع قاعدة بيانات برودواي على الإنترنت (الإنجليزية)
- فريد والتون على موقع قاعدة بيانات الأفلام السويدية (السويدية)
- فريد والتون على موقع قاعدة بيانات الفيلم (الإنجليزية)